# Peter van Wees
Peter van Wees (* 13. Juni 1973 in Sittard) ist ein ehemaliger niederländischer Skeletonfahrer und Sportfunktionär.

## Leben
Peter van Wees lebt in Groningen und war von 1998 bis 2011 Skeletonfahrer. Der Student wurde von Timothy Nardiello, Johann Luxemburger und Dirk Matschenz trainiert. Van Wees debütierte im Januar 2000 als 49. im Skeleton-Weltcup in Lillehammer. Bei seiner ersten Skeleton-Weltmeisterschaft 2000 in Igls fuhr er auf Rang 35. Im Januar 2001 wurde er erstmals Niederländischer Meister. In der Folgezeit platzierte sich der Niederländer vor allem auf mittleren und hinteren Rängen, abgesehen vom Gewinn der Anschubweltmeisterschaften 2002 in Groningen. 2003 wurde er erneut niederländischer Meister. Die Qualifikation zu den Olympischen Spielen 2006 in Turin verpasste er, doch nahm er als Betreuer des Libanesen Patrick Antaki teil. Sein bestes Ergebnis im Weltcup erreichte van Wees im Dezember 2006 als Elfter in Lake Placid. Im Januar 2007 wurde er zudem hinter dem mittlerweile vom deutschen Kader in die Niederlande gewechselten Dirk Matschenz Zweiter; 2008, 2009 und 2011 gewann er die nationalen Titel erneut.
Nach dem Ende seiner aktiven Karriere wurde van Wees 2011 Repräsentant des Athletenbeirats der International Bobsleigh & Skeleton Federation. Diese Funktion übte er bis 2019 aus, Christina Hengster wurde seine Nachfolgerin. Im Juni 2018 kandidierte er für den Posten des Vizepräsidenten für Kommunikation des Bob- und Skeletonweltverbandes, unterlag beim Jahreskongress in Rom jedoch deutlich gegen seinen polnischen Mitbewerber Przemysław Piesiewicz.